# پل استراترن
پل استراترن (به انگلیسی: Paul Strathern) (متولد ۱۹۴۰) نویسنده و پژوهشگر بریتانیایی‌ست. او مدتی در دانشگاه کینگستون در رشته فلسفه و علوم تدریس می‌کرد. او در لندن زندگی می‌کند.

## آثار
نشر مرکز تاکنون از این نویسنده بیش از ۱۵ کتاب برای آشنایی با نویسندگان و متفکران مختلف چون: «آشنایی با اسپینوزا»، «آشنایی با دکارت»، «آشنایی با نیچه» و «آشنایی با هیوم» منتشر کرده‌است. در این مجموعه ترجمه مهسا ملک‌مرزبان از کتاب «آشنایی با بورخس»، ترجمه سیدرضا نوحی از «آشنایی با داستایفکی»، ترجمه شیوا مقانلو از «آشنایی با دی‌اچ لارنس» و «آشنایی با همینگوی»، ترجمه احسان نوروزی از «آشنایی با کافکا»، ترجمه مهدی جواهریان از «آشنایی با ناباکف» و ترجمه مرجان رضایی از «آشنایی با ویرجینیا وولف» منتشر شده‌است.
این محقق بریتانیایی تاکنون کتاب‌های مشابهی چون «نیچه در ۹۰ دقیقه»، «کانت در ۹۰ دقیقه» و «هایدگر در ۹۰ دقیقه» تألیف کرده‌است که به صورت یک مجموعه از سوی انتشارات بلک‌استون منتشر می‌شوند. انتخاب عبارت «۹۰ دقیقه» برای این کتاب از آن‌جایی صورت می‌گیرد که به همراه این مجموعه یک لوح‌فشرده شامل روایت صوتی متن کتاب عرضه می‌شود. در این لوح‌فشرده متن کتاب در ۹۰ دقیقه روایت شده‌است. نشر مرکز در این مجموعه، لوح‌فشرده‌ای که در نسخه اصلی وجود دارد یا برگردان فارسی آن را عرضه نمی‌کند.